# The Atom (film fra 1918)
The Atom er en amerikansk stumfilm fra 1918 af William Dowlan.

## Medvirkende
- Pauline Starke som Jenny
- Belle Bennett som Belle Hathaway
- Harry Mestayer som Montague Booth
- Ruth Handforth som Miss Miggs
- Walter Perkins som Oldson